# Williamsburg Inn
Williamsburg Inn es un gran complejo hotelero histórico ubicado en Williamsburg, Virginia. Fue construido en tres fases entre 1937 y 1972. La sección original fue diseñada por Perry Dean Rogers Architects y está dominada por un pórtico de dos pisos que se encuentra sobre una arcada en la planta baja. Es una estructura de ladrillo de estilo colonial de tres pisos y siete bahías. Tiene alas laterales de dos pisos en forma de "H". La adición del ala este, también de Perry Dean Rogers Architects, consta de varias alas de habitaciones para huéspedes colocadas en ángulo recto entre sí. En 1972 se completó una tercera fase que abarca el Regency Dining Room y su patio contiguo. Es uno de los mejores complejos hoteleros del país, aclamado internacionalmente por su alojamiento, servicio y cocina. Representó el compromiso de John D. Rockefeller, Jr. de llevar el mensaje de Williamsburg a una audiencia más amplia de estadounidenses influyentes.
Fue incluido en el Registro Nacional de Lugares Históricos en 1997. Es miembro de Historic Hotels of America, el programa oficial del National Trust for Historic Preservation.
Recibió dos veces a la reina Isabel II y a su esposo, el príncipe Felipe, duque de Edimburgo, en 1957 y 2007 durante su visita a Jamestown, Virginia. Estas visitas marcaron el asentamiento original de los colonos británicos en los aniversarios 350 y 400 cuando los británicos desembarcaron por primera vez en América. Esto fue en conjunción con sus visitas oficiales de estado a los Estados Unidos que, además, no comenzaron oficialmente hasta que la Reina y el presidente se reunieron formalmente en la Casa Blanca.